# Колосов, Николай Васильевич
Никола́й Васи́льевич Ко́лосов (1919—1943) — старший лейтенант Рабоче-крестьянской Красной Армии, участник Великой Отечественной войны, Герой Советского Союза (1944).

## Биография

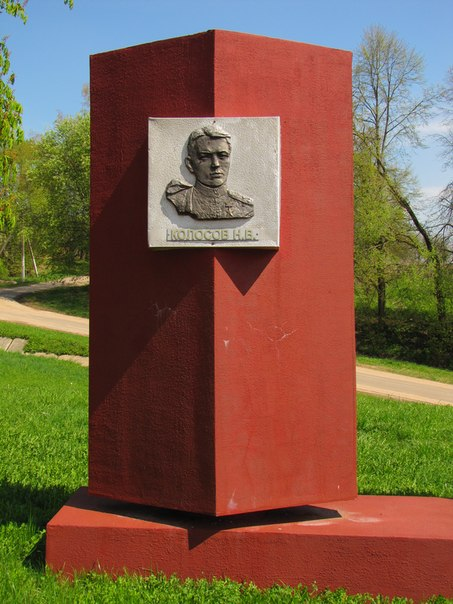
Могила Колосова в Микулино.

Николай Колосов родился в 1919 году в городе Середа (ныне — Фурманов Ивановской области) в семье рабочего. Русский. После окончания семи классов школы работал слесарем на ткацкой фабрике. В декабре 1941 года Колосов добровольно пошёл на службу в Рабоче-крестьянскую Красную Армию. Окончил курсы младших лейтенантов, после чего командовал взводом 10-го гвардейского отдельного батальона минёров 43-й армии Калининского фронта. Неоднократно во главе диверсионных групп выполнял операции во вражеском тылу.
8 мая 1943 года группа Колосова была заброшена в немецкий тыл для совершения диверсии в районе станции Лелеквинская Руднянского района Смоленской области. После диверсии она была окружена карательным отрядом у деревни Княжино. Группа отстреливалась до последнего патрона, а затем пошла в рукопашную атаку, погибнув в полном составе. Все участники боя похоронены в братской могиле в деревне Микулино Руднянского района.
Указом Президиума Верховного Совета СССР от 4 июня 1944 года за «образцовое выполнение боевых заданий командования на фронте борьбы с немецкими захватчиками и проявленные при этом мужество и героизм» старший лейтенант Николай Колосов посмертно был удостоен высокого звания Героя Советского Союза. Был также награждён орденом Ленина и рядом медалей. Навечно зачислен в списки личного состава воинской части.
В честь Колосова названа улица в Фурманове.